# Rozhirce, Strîi
Rozhirce (în ucraineană Розгірче) este o comună în raionul Strîi, regiunea Liov, Ucraina, formată numai din satul de reședință.

## Demografie
Componența lingvistică a comunei Rozhirce
     Ucraineană (99,82%)
     Alte limbi (0,18%)
Conform recensământului din 2001, majoritatea populației comunei Rozhirce era vorbitoare de ucraineană (99,82%), existând în minoritate și vorbitori de alte limbi.